# Čizma
Čizma är en ort i Bosnien och Hercegovina.   Den ligger i entiteten Federationen Bosnien och Hercegovina, i den centrala delen av landet, 24 km väster om huvudstaden Sarajevo. Čizma ligger 491 meter över havet och antalet invånare är 342.
Terrängen runt Čizma är huvudsakligen kuperad. Čizma ligger nere i en dal.Runt Čizma är det ganska tätbefolkat, med 93 invånare per kvadratkilometer.. Närmaste större samhälle är Kiseljak, 0,98 km norr om Čizma. 
I omgivningarna runt Čizma växer i huvudsak lövfällande lövskog.